# Автошлях Т 2310
| Маршрут: Т 2310               | Маршрут: Т 2310       |
| ----------------------------- | --------------------- |
| Хмельницька область           |                       |
| Хмельницький район            |                       |
| Меджибізька селищна громада   |                       |
| Голосків                      | E50 М12               |
| Деражнянська міська громада   |                       |
| Копачівка                     | 4,4 км                |
| Шпичинці                      | 9,4 км                |
| Теперівка                     | 12,9 км               |
| Деражня                       | 17,5 км Т 2316        |
| Слобідка                      | 23,4 км               |
| Кальна                        | 25,3 км               |
| Вовковинецька селищна громада |                       |
| Подолянське                   | 28,0 км               |
| Згарок                        | 31,8 км               |
| Садове                        | 34,3 км               |
| Вовковинці                    | 35,9 км Т 2318        |
| Радівці                       | 42,2 км               |
| Гришки                        | 43,2 км               |
| Вінницька область             |                       |
| Жмеринський район             |                       |
| Барська міська громада        |                       |
| Лука-Барська                  | 49,0 км Т 0218 Т 0610 |

Автошля́х Т 2310 (старе позначення: Р-111) — територіальний автомобільний шлях в Україні, у Хмельницькій та Вінницькій області. Проходить через Голосків — Деражня — Вовковинці — Лука-Барська.

## Загальні відомості
Починається в селі Голосків Хмельницького району з автошляхів E50 М12, проходить територією Хмельницького району Хмельницької області і Жмеринського району Вінницької області, та закінчується в селі Лука-Барська Жмеринського району на автошляхах Т 0218 і Т 0610.
Основна (проїжджа) частина дороги має ширину 5—6 м, загальна ширина 9—11 м. Покриття — асфальт.
Загальна довжина — 48,7 км.